# Лунгерсгаузен, Генрих-Лев Фридрихович
Генрих (Лев) Фридрихович Лунгерсгаузен (7 [20] августа 1910, Данков, Рязанская губерния — 20 августа 1966, Тура, Красноярский край) — советский геолог, один из основателей отечественной аэрогеологии.

## Биография
Родился 7 (20) августа 1910 года в городе Данков, Рязанская губерния в семье геолога и географа Фридриха Вильгельмовича и Елены Николаевны (в дев. Воскресенская).
В 1927 году окончил среднюю школу второй ступени в городе Тамбов. Первые работы по геологии опубликовал ещё школьником.
В 1929 году поступил на мелиоративный факультет Белорусской сельскохозяйственной академии.
В 1930 году перевёлся на географический факультет в Киевский горно-геологический институт, который окончил в 1932 году в звании инженер-геолог.
В довоенные годы работал в Белоруссии и на Украине.
В 1933—1941 годах — начальник партии, затем старший научный сотрудник (1938), в Украинском геологическом управлении в Киеве. Одновременно работал в Совете по изучению производительных сил УССР (1934—1938), в Институте географии Киевского университета (1934—1937), и в Институте геологии АН УССР (1938—1941).
В 1941 году работал геологом Советской секции Международной Ассоциации по изучению четвертичного периода (INQUA) во ВСЕГЕИ.
В 1942—1946 годах, в эвакуации АН СССР в городе Уфа, работал начальником геолого-съёмочных партий и геологом-консультантом Башкирского геологического управления. Затем занимался исследованиями геологии Южного Урала и Западного Приуралья.
12 декабря 1944 года в Комитете по делам геологии при СНК была учреждена Аэрофотогеологическая специализированная геологическая экспедиция (АФГЭ). Возглавил различные аэро-геологические экспедиции, стоял у истоков советской аэрогеологии. С 1952 года — главный геолог Всесоюзного аэрогеологического треста (ВАГТ).
По довоенным материалам, по стратиграфии триаса Донбасса, в 1946 году защитил кандидатскую диссертацию. Автор более 60 научных работ.
Выделил особый тип отложений, названный им инфлювием (образуется на дне карстовых пещер за счёт их обрушения и образования осадков). Анализировал цикличность геологических процессов в статье «Периодичность в изменениях климата прошлых геологических эпох и некоторые проблемы геохронологии» (1956). Предсказал залежи якутских алмазов.
Много раз попадал в авиакатастрофы, но не получил серьёзных травм.
Скончался 20 августа 1966 года в посёлке Тура (Красноярский край), в экспедиции в Эвенкии, после непродолжительной болезни от перитонита. Произошла медицинская ошибка — в Москве в ЦКБ не заметили хронический аппендицит (он обследовался по поводу жалоб на боли в животе перед самым отлётом в экспедицию), в Эвенкии не диагностировали уже острого аппендицита и перитонита.

## Награды и премии
- 1950 — Медаль "За трудовую доблесть"

## Членство в организациях
- 1939 — Русское географическое общество
- 1941 — Всероссийское палеонтологическое общество
- Член советской секции INQUA
- Комиссия по изучению четвертичного периода, член бюро
- Межведомственная геоморфологическая комиссия АН СССР, заместитель председателя
- Межведомственная стратиграфическая комиссия АН СССР, член бюро.